# ルードウィヒ・B
『ルードウィヒ・B』は、手塚治虫による漫画。『コミックトム』（潮出版社）に1987年6月号より1989年2月号まで連載され、作者の死去により未完となった。

## 概要
ドイツ古典派の音楽家ルートヴィヒ・ヴァン・ベートーヴェンを主人公に、その生涯を作者の観点を加えた人物史的に著した音楽漫画である。手塚の伝記漫画としては、同じく『コミックトム』に連載されていた『ブッダ』（1972年 - 1983年）に続くものであり、『ブッダ』の連載終了後、次回作も同じく伝記物で行くことを編集部との打ち合わせで決めていたという。このとき主人公の候補としては、手塚の最も尊敬する漫画家・アニメ作家であるウォルト・ディズニーなども候補に挙がっていた。また、手塚はこの作品の以前にも『少女コミック』誌で音楽漫画『虹のプレリュード』（1975年）を連載していた。手塚の音楽好きは有名であり、自身でもピアノが弾けてプロ並みの腕を持っていた。仕事部屋にはピアノを置き、時々仕事の気分転換に弾いていたといわれる。
作品の特徴としては、ベートーヴェンを主人公視点としてその成長を描く一方で、他方ではフランツの視点でも彼のエピソードを描いていることにある。特に作品中盤のフランス革命戦争のエピソードでは、全2巻のストーリー中およそ1/3に迫る分量を費やしている。このことから、手塚がフランツを「もう一人の主人公」として二元的に作品を描いていこうとしていたことが窺える。
潮ライブラリー『ルードウィヒ・B』（潮出版社）には手塚自身によるコラムも載っており、「ベートーヴェンは自分も好きな音楽家であり、自分と似ているところが多い」と語っている。また、実際にボン市内のベートーヴェンの生家に行ったことを載せている。手塚は『三つ目がとおる』でも「雲名（うんめい）警部」というベートーヴェンそっくりのキャラクターを出演させている（交響曲第5番『運命』のもじり）。また、『七色いんこ』でも「エロイカ警部」という名前で同じキャラクターを出演させている。
この作品は『グリンゴ』『ネオ・ファウスト』と共に手塚の絶筆になった作品の一つである。手塚は胃癌で亡くなったが、まだ胃癌だとわかってない頃に、『コミックトム』編集者の竹尾修が手塚の仕事場に行くと「1時間描くともう疲れちゃって、横にならないとダメなんです。」と辛そうに仕事をしていたという。そして、手塚は入院してからもベッドの上で仕事を続けた。入院後、竹尾が手塚の病室に行くと手塚は「ペンが重たくて、今の自分の状態だとペンが持てないんです」「代筆になっちゃってどうもすいません。本当にお疲れ様でした」と優しい静かな口調で言い、原稿を渡した。それが竹尾が最後に聞いた手塚の言葉であった。原稿は『ルードウィヒ・B』の最後回（未完のため最後に描かれた回）になった。

## あらすじ
ウィーンに生まれた貴族のフランツは父親に「ルードウィヒという名前の奴を許すな。お前の母親の仇だから」と教え込まれる。その8年後の1770年、ドイツの小さな町ボンにルートヴィヒ・ヴァン・ベートーヴェンは生まれる。数年後、2人は出会い、事あるごとに因縁を重ねていく。

## 主な登場人物
ルートヴィヒ・ヴァン・ベートーヴェン
主人公。音楽史に名を残す天才音楽家。幼少より父親にピアノの教育を受けるが、ある日フランツに耳を殴られたことで耳が聞こえなくなる。非常に気難しい性格で、町の人からは変わり者といわれている。モーツァルトやハイドンら音楽家との交流や、ワルトシュタイン、エレオノーレらボン時代の仲間との交流を経て、次第に音楽家として頭角を現していくこととなる。親しい家族や友人からはルイという愛称で呼ばれている。
フランツ・フォン・クロイツシュタイン
オーストリアの貴族。出生時、母がペットの孔雀のルードウィヒが出した大声と、父が放った猟銃の銃声のショックで亡くなってしまい、それ以降、父にルードウィヒという名前の人間・動物を憎むように教え込まれた。数年後、ある事件で人を刺してしまい、父に勘当されてボンに行くことになる。そこでベートーヴェンと出会うことになり、以降彼を生涯の仇として因縁を重ねていく。
モーツァルト
ウィーンの音楽家。100年に1人の天才と言われている。ベートーヴェンも小さい頃にネーフェ先生に連れられてオペラを聴いたことで憧れを抱いており、後に弟子入りすることになる。昼間から女を連れてカジノに行ったり、食事中に下品なことを言うなど生活はだらしないが、彼の音楽に対してベートーヴェンは感銘を受ける。夫人はコンスタンツェ。史実ではベートーヴェンがモーツァルトに会ったのは生涯にたった1日だけであり、弟子入りを申し込んだが断られたといわれる。
ワルトシュタイン伯爵
ベートーヴェンのボン時代の友人。はじめは、ベートーヴェンにエレオノーレの恋敵と誤解されていたが、誤解が解けた後はベートーヴェンのよき理解者となる。ピアノソナタ第21番『ヴァルトシュタイン』にも名を残す実在の人物であり、作中では出てこないが名前は“フェルディナント”。
エレオノーレ・ブロイニング
ベートーヴェンのボン時代の友人であり、想いを寄せる人物である。幼少時、ベートーヴェンがフランツにいじめられていた時に助けたこともある。ベートーヴェンが彼女の家にピアノのレッスンに訪れたことで再会する。また、フランツも想いを寄せていたようである。
史実ではエレオノーレ・フォン・ブロイニングはベートーヴェンの初恋の相手として知られ、『モーツァルトの「フィガロの結婚」から「もし伯爵様が踊るなら」の主題による12の変奏曲』などの作品を献呈している。
マリア・アンナ・ヴィルヘルミーネ・ヴェスターホルト
ベートーヴェンのボン時代の友人。ベートーヴェンにピアノのレッスンを要求する。ベートーヴェンに想いを寄せている。
ルードウィヒ・グロッス公爵
オーストリア軍のハプスブルグ騎士団の隊長。フランツが父による勘当を解かれ、ウィーンに戻されたとき出会う。ルードウィヒの名前を持つため、フランツは彼を憎んでいたが、フランス軍との戦争でオーストリア軍が惨敗し、処刑されそうになったときに助けた。
ハイドン
ウィーンの音楽家。ベートーヴェンがウィーンに留学して彼に師事することになる。連載末期で作者の病状も悪化していたこともあってか、作中のエピソードは少ない。
ユリシーズ・フォン・クロイツシュタイン
フランツの養子。戦闘の巻き添えに遭い、家族が皆殺しにされた農家の子で、フランツに拾われた時は乳児であった。その後、親戚の反対を押し切ってフランツの養子となる。そして、フランツが彼のためにベートーヴェンに作曲を依頼する場面で物語は終わる。

## 絶筆
上述の通り、1989年2月9日の手塚の死去により、『ルードウィヒ・B』は絶筆となった。
作中では、ベートーヴェンが無断で恋する貴族の女性の家に忍び込んだところをフランツに咎められ、「家のものに知らされたくなければ自分の息子のユリシーズに曲を捧げるように」と要求され、ベートーヴェンが「月の光をモチーフにしたピアノソナタ」とあることからピアノソナタ第14番『月光』と思われる曲を弾き終わり、フランツに難癖をつけられたところで終わっている。
連載末期はやや駆け足気味にストーリーが進行して行った。

## 単行本
- 『ルードウィヒ・B』潮出版社、1989年8月。ISBN 4-267-01210-5。
- 『ルードウィヒ・B』 第1巻 運命の子フランツ、潮出版社〈潮ビジュアル文庫〉、1993年4月。ISBN 4-267-01329-2。
- 『ルードウィヒ・B』 第2巻 音楽の都ウィーン、潮出版社〈潮ビジュアル文庫〉、1993年4月。ISBN 4-267-01330-6。
- 『ルードウィヒ・B』 第1巻、講談社〈手塚治虫漫画全集 MT-337〉、1994年10月。ISBN 4-06-175937-X。
- 『ルードウィヒ・B』 第2巻、講談社〈手塚治虫漫画全集 MT-338〉、1994年11月。ISBN 4-06-175938-8。
- 『ルードウィヒ・B』潮出版社〈潮ライブラリー〉、1998年12月。ISBN 4-267-01519-8。
- 『ルードウィヒ・B 少年ベートーヴェン』潮出版社〈希望コミックス・カジュアル〉、2002年12月10日。ISBN 4-267-90408-1。
- 『ルードウィヒ・B 楽聖ベートーヴェン』潮出版社〈希望コミックス・カジュアル〉、2003年1月。ISBN 4-267-90409-X。
- 『ルードウィヒ・B』潮出版社〈希望コミックス・カジュアルワイド〉、2006年7月10日。ISBN 4-267-90420-0。
- 『ルードウィヒ・B』講談社〈手塚治虫文庫全集 BT-086〉、2010年10月8日。ISBN 978-4-06-373786-8。

## カバー作品
- 若木未生 著「ルードウィヒ・B」、デュアル文庫編集部 編『手塚治虫cover』 タナトス篇、徳間書店〈徳間デュアル文庫〉、2003年5月。ISBN 4-19-905140-6。

## 舞台劇
音楽劇『ルードウィヒ・B 〜ベートーヴェン歓喜のうた〜』の題名で、2014年11月から12月に東京国際フォーラムホールCとシアターBRAVA!で上演。音楽監督は千住明、上演台本はヨリコジュン、演出はモトイキシゲキが担当。

### 主な配役
- ルードウィヒ・ヴァン・ベートーヴェン　：　橋本良亮（A.B.C-Z）
- アマデウス・モーツァルト　：　河合郁人（A.B.C-Z）
- ヨハン（宮廷歌手、ベートーヴェンの父）　：　里見浩太郎
- マリア・マグダレーナ（宮廷料理人の娘、ベートヴェンの母）　：　浅野温子
- フランツ・フォン・クロイツシュタイ　：　姜暢雄
- エレオノーレ・ブロイニング　：　知念里奈
- ウムラウフ（影の指揮者） ： 里見浩太郎（2役）
- ユリシーズ・フォン・クロイツシュタイ　：　河合郁人（A.B.C-Z、2役）